# 25034 Lesliemarie
25034 Lesliemarie è un asteroide della fascia principale. Scoperto nel 1998, presenta un'orbita caratterizzata da un semiasse maggiore pari a 2,3072326 UA e da un'eccentricità di 0,1841179, inclinata di 6,45659° rispetto all'eclittica.